# Медалистка
«Медалистка» (яп. メダリスト Мэдарисуто) — манга, написанная и проиллюстрированная Цурумаикадой. Публикуется в журнале сэйнэн-манги Afternoon издательства Коданся с мая 2020 года и по состоянию на июнь 2025 года издана в тринадцати томах-танкобонах. Студией ENGI манга адаптирована в формат аниме-сериала, трансляция которого проходила с января по март 2025 года. В конце марта 2025 года состоялся анонс второго сезона, премьера которого запланирована на январь 2026 года.
В январе 2023 года «Медалистка» выиграла премию манги Shogakukan в общей категории. В мае 2024 года манга выиграла премию манги Kodansha также в общей категории.

## Синопсис
Бывший профессиональный фигурист Цукаса Акэурадзи стал тренером по фигурному катанию одиннадцатилетней школьницы Инори Юйцуки, которая мечтает однажды выиграть олимпийскую золотую медаль. Инори, испытывающая проблемы в обучении и в общении, увлеклась фигурным катанием после того, как её старшая сестра отказалась от выступлений на соревнованиях в данном виде спорта.
Действие ряда эпизодов манги происходит в спортивном центре города Нагоя.

## Персонажи
Инори Юйцука (яп. 結束 いのり Юйцука Инори)
Сэйю: Нацуми Харусэ
Цукаса Акэурадзи (яп. 明浦路 司 Акэурадзи Цукаса)
Сэйю: Такэо Оцука
Хикару Камисаки (яп. 狼嵜 光 Камисаки Хикару)
Сэйю: Кана Итиносэ
Дзюн Ёдака (яп. 夜鷹 純 Ёдака Дзюн)
Сэйю: Юма Утида
Рио Сонидори (яп. 鴗鳥 理凰 Сонидори Рио:)
Сэйю: Макото Коити
Рёка Микэта (яп. 三家田 涼佳 Микэта Рё:ка)
Сэйю: Хина Кино
Марио Нати (яп. 那智 鞠緒 Нати Марио)
Сэйю: Мэгуми Тода
Эма Ямато (яп. 大和 絵馬 Ямато Эма)
Сэйю: Котори Коиваи
Юдаи Дзякудзурэ (яп. 蛇崩 遊大 Дзякудзурэ Ю:даи)
Сэйю: Такахиро Миякэ
Судзу Камото (яп. 鹿本 すず Камото Судзу)
Сэйю: Аяса Ито
Синъитиро Сонидори (яп. 鴗鳥 慎一郎 Сонидори Синъитиро:)
Сэйю: Тайто Бан
Хитоми Такаминэ (яп. 高峰 瞳 Такаминэ Хитоми)
Сэйю: Эмири Като
Нодзоми Юйцука (яп. 結束 のぞみ Юйцука Нодзоми)
Сэйю: Ами Косимидзу
Мамору Сэкома (яп. 瀬古 間衛 Сэкома Мамору)
Сэйю: Манабу Мурадзи

## Медиа

### Манга
Манга «Медалистка», написанная и проиллюстрированная Цурумаикадой, публикуется в ежемесячном журнале сэйнэн-манги Afternoon издательства Коданся с 25 мая 2020 года. На июнь 2025 года главы манги были скомпонованы в тринадцать томов-танкобонов. Первый том поступил в продажу 23 сентября 2020 года.
В марте 2021 года американское издательство Kodansha USA объявило о приобретении лицензии на цифровое издание манги на английском языке. В 2023 году Kodansha USA объявило о начале публикации томов манги в печатном формате. В мае 2023 года российское издательство «Азбука» объявило о приобретении прав на публикацию манги на русском языке.

#### Список томов
| №  | Оригинальное издание  | Оригинальное издание   | Издание на русском | Издание на русском     |
| №  | Дата публикации       | ISBN                   | Дата публикации    | ISBN                   |
| -- | --------------------- | ---------------------- | ------------------ | ---------------------- |
| 01 | 23 сентября 2020 года | ISBN 978-4-0652-0783-3 | 2023 год           | ISBN 978-5-3892-3800-8 |
| 02 | 22 февраля 2021 года  | ISBN 978-4-0652-2253-9 | 2023 год           | ISBN 978-5-3892-4139-8 |
| 03 | 23 июня 2021 года     | ISBN 978-4-0652-3607-9 | 2024 год           | ISBN 978-5-3892-4532-7 |
| 04 | 21 октября 2021 года  | ISBN 978-4-0652-5162-1 | 2024 год           | ISBN 978-5-3892-4905-9 |
| 05 | 23 марта 2022 года    | ISBN 978-4-0652-7132-2 | 2024 год           | ISBN 978-5-3892-5203-5 |
| 06 | 22 июля 2022 года     | ISBN 978-4-0652-8515-2 | 2024 год           | ISBN 978-5-3892-6179-2 |
| 07 | 22 декабря 2022 года  | ISBN 978-4-0652-9918-0 | 2024 год           | ISBN 978-5-3892-7071-8 |
| 08 | 23 мая 2023 года      | ISBN 978-4-0653-1682-5 | 2025 год           | ISBN 978-5-3892-7750-2 |
| 09 | 23 октября 2023 года  | ISBN 978-4-0653-3261-0 |                    |                        |
| 10 | 22 марта 2024 года    | ISBN 978-4-0653-5154-3 |                    |                        |
| 11 | 22 августа 2024 года  | ISBN 978-4-0653-6472-7 |                    |                        |
| 12 | 22 января 2025 года   | ISBN 978-4-0653-8012-3 |                    |                        |
| 13 | 23 июня 2025 года     | ISBN 978-4-0653-9705-3 |                    |                        |

### Аниме
Об адаптации манги в формат аниме-сериала было объявлено 18 мая 2023 года. Производством аниме-сериала занялась студия ENGI, на должность режиссёра был назначен Ясутака Ямамото, сценаристом стал Дзюкки Ханада, дизайнером персонажей — Тинацу Камэяма, а композитором — Юки Хаяси. Консультантами по хореографии и фигурному катанию выступили бывшие фигуристки Акико Судзуки и Юхана Ёкои, а также выступающая (ноябрь 2024 года) фигуристка Хинано Исобэ. Аниме-сериал транслировался с 5 января по 30 марта 2025 года в программном блоке NUMAnimation телеканала TV Asahi. Открывающая музыкальная тема — «Bow and Arrow», исполненная Кэнси Ёнэдзу; закрывающая — «Atashi no Dress» (яп. アタシのドレス Атаси но дорэсу, «Моё платье»), исполненная группой Neguse.
В ноябре 2024 года аниме-сериал был лицензирован американским стриминговым сервисом Disney+.
29 марта 2025 года был анонсирован второй сезон, премьера которого запланирована на январь 2026 года. Вся основная команда, работавшая над первым сезоном, осталась прежней.

## Приём

### Критика
Дайан Дарси с сайта Comic Book Resources назвала первый том манги «сильным стартом», положительно отметив характеры и устремления главных героев, «тщательно проработанную историю» и иллюстрации. Ребекка Сильверман с Anime News Network в путеводителе по манге весны 2021 года поставила первому тому пять звёзд из пяти, похвалив устремления главной героини и сцены с катанием на коньках, написав в заключение, что манга будет интересна «поклонникам спортивных историй».

### Рейтинги
В конце января 2021 манга заняла пятнадцатое место в рейтинге «Комиксы 2021 года, рекомендованные сотрудниками национальных книжных магазинов». В этом же рейтинге за 2022 год манга заняла двенадцатое место. В декабре 2021 года журнал Da Vinci издательства Media Factory в выпуске за январь 2022 года поместил мангу на тридцатое место в рейтинге «Книга года». В выпуске  Da Vinci за январь 2023 года манга поднялась до двадцать третьего места в рейтинге, в выпуске за январь 2024 года — опустилась на двадцать седьмое место, а в выпуске за январь 2025 года — поднялась на шестнадцатое.

### Награды и номинации
| Год  | Награда                 | Результат  | Категория                                              | Прим.         |
| ---- | ----------------------- | ---------- | ------------------------------------------------------ | ------------- |
| 2021 | Next Manga Award        | 16-е место | Лучшая печатная манга                                  | [ 46 ]        |
| 2021 | Tsutaya Comic Award     | 9-е место  | Гран-при                                               | [ 47 ] [ 48 ] |
| 2022 | Next Manga Award        | Победа     | Лучшая печатная манга                                  | [ 49 ]        |
| 2022 | Tsutaya Comic Award     | 3-е место  | Гран-при                                               | [ 50 ]        |
| 2023 | Премия манги Коданся    | Номинация  | Общая категория                                        | [ 51 ]        |
| 2023 | Премия манги Shogakukan | Победа     | Общая категория                                        | [ 52 ]        |
| 2023 | Magademy Award          | Победа     | Лучшая главная героиня (Инори Юйцука)                  | [ 53 ]        |
| 2024 | Премия манги Коданся    | Победа     | Общая категория                                        | [ 54 ]        |
| 2025 | Japan Expo Awards       | Номинация  | Премия «Дарума» за лучшую мангу в жанре повседневность | [ 55 ]        |